# Laurent Calleja
Pour les articles homonymes, voir Calleja.
 (avril 2025).
Laurent Calleja, né le 15 janvier 1972 à Nouméa en Nouvelle-Calédonie, est un judoka français, ancien athlète de haut niveau et entraîneur renommé. Il est notamment connu pour être le manager et entraîneur de Teddy Riner, multiple champion du monde et olympique. Laurent Calleja a joué un rôle clé dans la carrière de nombreux judokas français, contribuant à leur succès sur la scène internationale.

## Biographie

### Carrière d'athlète
Laurent Calleja commence le judo dès son jeune âge, attiré par les valeurs de respect, de contrôle de soi et la rigueur propres à ce sport. Il se distingue rapidement sur les tatamis grâce à son engagement et sa détermination.
En 1993, il devient champion de France de 1re division dans la catégorie des moins de 65 kg. L'année suivante, en 1994, il fait partie de l'équipe de France médaillée de bronze aux Championnats d'Europe par équipes de judo. En 1995, il remporte une médaille de bronze au Tournoi international de Paris, toujours dans la catégorie des moins de 65 kg.

### Blessure et transition vers le coaching
La carrière de Laurent Calleja connaît un tournant majeur lorsqu'une blessure grave paralyse son bras droit, mettant fin prématurément à sa carrière d'athlète de haut niveau. Faisant preuve de résilience, il décide de se reconvertir dans le coaching pour transmettre sa passion et son expertise du judo aux générations futures.

### Carrière d'entraîneur et de manager

#### Entraîneur nationale féminin (1999-2007)
De 1999 à 2007, Laurent Calleja occupe le poste d'entraîneur national de l'équipe féminine française de judo. Sous sa direction, l'équipe féminine connaît un essor remarquable, remportant plusieurs titres internationaux. Elle devient notamment multiple championne du monde par équipes, affirmant ainsi la place de la France parmi les meilleures nations du judo féminin.

#### Entraîneur national masculin (2007-2009)
Entre 2007 et 2009, il est entraîneur national de l'équipe masculine française de judo. Durant cette période, il continue d'appliquer sa philosophie de coaching centrée sur l'humain, adaptant ses méthodes aux spécificités des athlètes masculins.

### Collaboration avec Teddy Riner
Le 30 août 2017, Laurent Calleja est désigné pour entraîner le double champion olympique Teddy Riner en vue des Jeux olympiques d'été de 2020 à Tokyo1. En tant que manager et entraîneur de Teddy Riner, il joue un rôle essentiel dans la gestion de sa carrière sportive et médiatique. Ensemble, ils travaillent à préparer Teddy pour les plus grandes compétitions internationales. Sous sa direction, Teddy Riner continue d'accumuler les titres et d'asseoir sa suprématie dans le judo mondial.

## Philosophie de coaching
Laurent Calleja est reconnu pour sa philosophie de coaching empathique et individualisée. Il attache une grande importance à la personnalité et aux besoins spécifiques de chacun de ses athlètes. En comprenant leurs motivations profondes, leurs forces et leurs faiblesses, il adapte son style d'entraînement pour les aider à atteindre leur plein potentiel.
Il prend également en compte les aspects business, médiatiques et familiaux de la vie de ses athlètes, reconnaissant que leur bien-être global est essentiel à leur performance sportive. Cette approche holistique permet de soutenir les athlètes dans tous les aspects de leur carrière.

### Impact sur l'équipe féminine
Au cours de son mandat en tant qu'entraîneur national féminin, Laurent Calleja a eu un impact significatif sur le judo féminin français. Sous sa direction, l'équipe féminine est devenue multiple championne du monde par équipes, renforçant la position de la France sur la scène internationale.
Il a mis en place des innovations majeures pour soutenir ses athlètes, notamment en instaurant des visites gynécologiques pour les judokates, soulignant ainsi l'importance de la santé féminine dans la performance sportive.

### Gestion de la douleur et des blessures
Conscient des défis physiques du haut niveau, Laurent Calleja travaille intensivement sur la gestion de la douleur et l'habituation aux contraintes physiques. Il aide ses athlètes à gérer les inconforts pour maintenir des performances élevées, développant des stratégies pour les soutenir même en cas de blessures mineures.

### Approche holistique
Laurent Calleja adopte une approche globale dans son coaching, intégrant tous les aspects de la vie de ses athlètes dans sa planification, notamment :
- Les objectifs de qualification
- La gestion des émotions
- Les grands événements personnels et familiaux
- Les rendez-vous médicaux
- Les aspects business et médiatiques

Cette attention portée aux détails permet d'optimiser la performance de ses athlètes en tenant compte de leur bien-être général.

### Reconnaissance et héritage
Laurent Calleja est reconnu pour sa capacité à transformer des athlètes talentueux en champions accomplis. Son approche centrée sur l'humain, combinée à une rigueur et une efficacité exemplaires, a laissé une empreinte durable sur le judo français.